# André Georges (alpiniste français)
Pour les articles homonymes, voir André Georges.
Marie André Georges, né le 20 février 1902 à Lunéville et mort le 9 août 1963 à Lyon, est un alpiniste et sauveteur de haute montagne français. Il a également été un des membres éminents du Club alpin français dans les années 1930 à 1950, et dont il a assumé à plusieurs reprises la vice-présidence.

## Biographie
André Georges, né le 20 février 1902 à Lunéville, est l'aîné d'une famille de cinq enfants, deux garçons et trois filles. Ses parents, Adrien et Marie Georges, tiennent un négoce de chaussures au 7 rue Banaudon à Lunéville. Le milieu est celui de la bourgeoisie commerçante. André Georges suit sa scolarité à Lunéville puis à Nancy. En parallèle, il s'intéresse très tôt à la montagne. Il profite des Vosges proches pour s'entraîner : Hohneck, Ventron, Donon, etc. et adhère au Club alpin français en 1922.
Pendant la Première Guerre mondiale, il se réfugie avec sa famille chez son oncle et sa tante au château des Gâtilles à Saint-Nizier-sous-Charlieu.
Après la guerre, tout en se dirigeant vers une carrière de professeur de physique-chimie dans le secondaire, il découvre l'alpinisme et le ski : au cours de l'été 1923, il atteint le col du Clot des Cavales et en décembre il s’essaie au ski. Il ne retourne dans les Alpes qu'en 1927 à l'occasion de son service militaire qu'il effectue dans le Briançonnais comme sous-lieutenant au 93e régiment d'artillerie alpine.

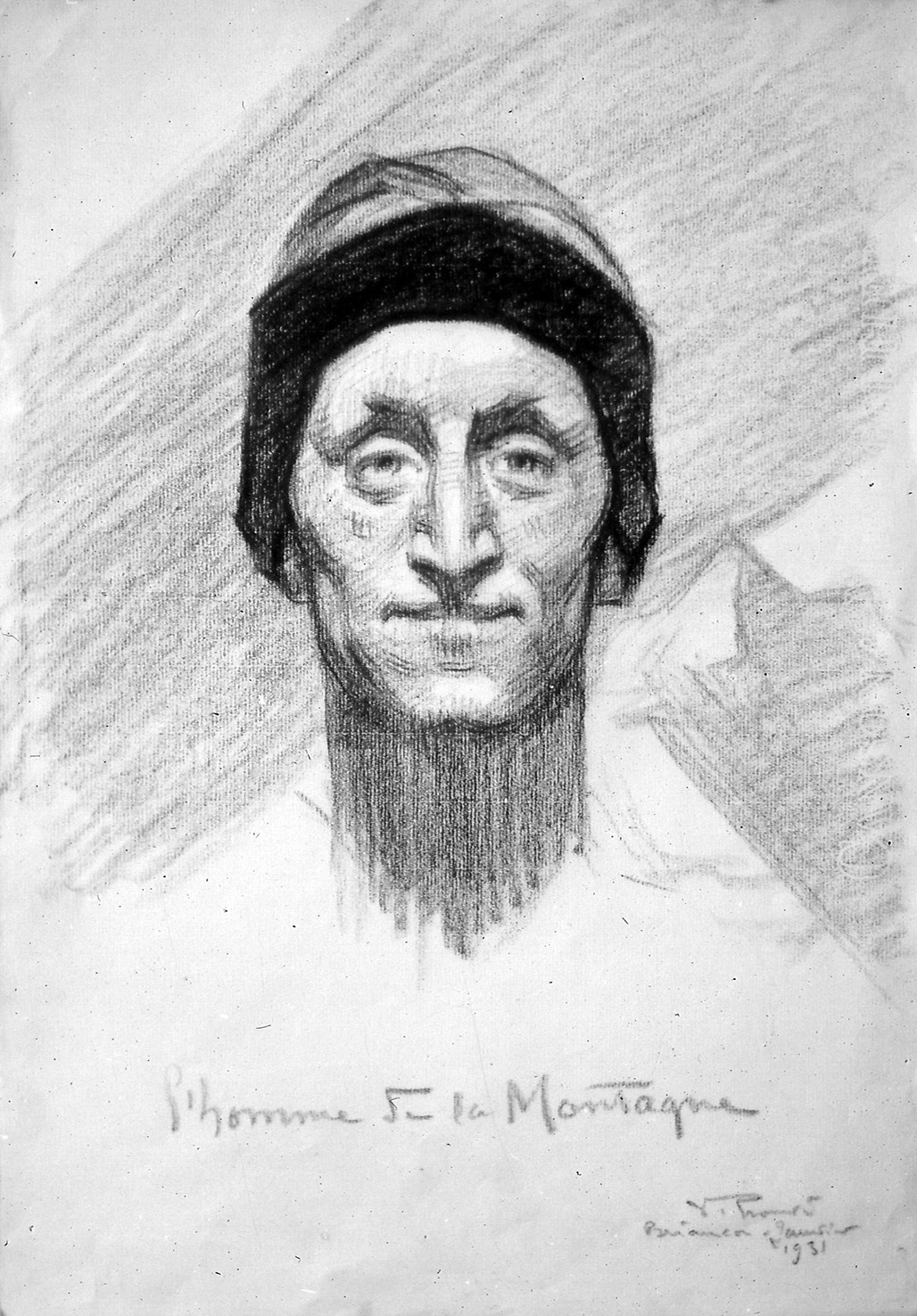
L'Homme de la Montagne, portrait d'André Georges par Victor Prouvé, son beau-père, en janvier 1931 à Briançon.

Il fait la rencontre de Marianne Prouvé, fille du célèbre artiste nancéien Victor Prouvé avec laquelle il partage le goût de la montagne. Le couple se marie le 30 janvier 1930 à Nancy, et aura quatre enfants, deux garçons et deux filles. C'est avec son épouse qu'il effectue le 9 février 1930 son premier sauvetage en montagne. En 1931[réf. souhaitée], André et Marianne Georges s'installent à Briançon, où il enseigne la physique et la Chimie au lycée. Ils ne quitteront plus cette ville. Rapidement, André Georges devient une figure marquante de la section de Briançon du Club alpin en organisant des courses de ski, des conférences, des projections de films, des sorties, le balisage des itinéraires de ski, etc. Il devient en 1932 secrétaire de la section de Briançon avant d'en devenir président en 1945. Son activité au club est marquée par une très forte revitalisation de la section de Briançon (90 membres en 1946, plus de 1 000 en 1962) et par son engagement pour le développement des refuges de montagne.
Pendant la Seconde Guerre mondiale, André Georges est affecté au 162e Régiment d'artillerie à pied en qualité de lieutenant.
Après la Seconde Guerre mondiale, il devient donc président de la section de Briançon du Club Alpin et est, avec son épouse Marianne, l'une des figures les plus respectées des Alpes. En 1952, il officialise le Secours en Montagne dans le Briançonnais qu'il avait créé en 1932,, et perfectionne les techniques de secours, notamment pour la descente des blessés (l'hélicoptère n'en est qu'à ses débuts en montagne). Il participe sur le terrain à de nombreux sauvetages (180 effectués sur le terrain, direction effective de près de 300) dont la fameuse catastrophe aérienne du mont Cimet (ou Cemet) où le violoniste Jacques Thibaud et le compositeur René Herbin trouvent la mort. Il gagne aussi à cette époque le surnom de Père Georges ou Papa Georges. Fin 1962, le ministère de l'Intérieur fait appel à lui pour participer aux secours lorsqu'un avion s'écrase en Corse. Il crée également la Compagnie des Guides de l'Oisans, héritière de la Société des Touristes du Dauphiné et devenue aujourd'hui la Compagnie des guides Oisans Écrins. Il en est le premier président de 1951 à 1958.
En qualité de président de la section de Briançon du Club alpin et de montagnard accompli, son avis est sollicité pour de nombreux projets : téléphériques de Serre Chevalier, du massif du Mont-Blanc, etc. Il veille aussi à l'entretien et à la rénovation et/ou construction de plusieurs refuges, comme celui du Pelvoux, le refuge Caron, celui du Sélé, etc.
Il meurt à l'âge de 61 ans le 9 août 1963 à Lyon, à l'hôpital de l'Antiquaille, d'une crise d'urémie faisant suite à une opération à la hanche. Ses obsèques célébrées à Briançon rassemblent plus de 1 500 personnes. Conformément à ses souhaits, il est enterré à Névache dont il avait parcouru inlassablement les sommets environnants et où il possédait un chalet.

## Honneurs et hommages
- Chevalier de la Légion d'honneur en 1949[1],
- Officier des Palmes académiques[8],
- Chevalier du Mérite civil[8],
- Chevalier de l'Ordre du Mérite touristique[8],
- Médaille d'or pour acte de courage et de dévouement (Georges était également titulaire de la médaille d'argent et de la médaille de vermeil)[8],
- Médaille d'or de la  Médaille d'Honneur de la Jeunesse et des Sports (reçue deux fois[1]).
- Une salle du lycée de Briançon porte son nom (inaugurée le 15 février 1964).
- Un médaillon en bronze le représentant orne le refuge des Écrins.
- Un pic culminant à 2 500 m, dans les Alpes de Stauning, au Groenland, porte son nom. Il fut baptisé lors de l'expédition française de 1968[14]. Le pic A.Georges domine la chaîne de montagnes à l'est du glacier de Fureso.